# Saison 1 des Experts : Cyber
Chronologie
Saison 2
Cet article présente le guide des épisodes de la première saison série télévisée américaine Les Experts : Cyber (CSI: Cyber).

## Généralités
- Aux États-Unis, la saison est diffusée à partir du 4 mars 2015 sur le réseau CBS
- Au Canada, la saison est diffusée en simultané sur le réseau CTV.
- En Belgique, la saison a été diffusée du 7 septembre 2015 au 16 décembre 2015 sur RTL-TVI[1].
- En France, la saison est diffusée du 10 janvier 2016 au 10 février 2016 sur TF1.

## Distribution

### Acteurs principaux
- Patricia Arquette : Dr Avery Ryan, Ph.D., agent-spécial et cyber-psychologue
- James Van Der Beek : Elijah Mundo, agent-spécial senior
- Peter MacNicol : Simon Sifter, directeur assistant
- Charley Koontz : Daniel Krumitz, technicien spécialiste
- Shad Moss : Brody Nelson, cyber-hacker
- Hayley Kiyoko : Raven Ramirez, technicienne spécialisée dans les médias sociaux

### Acteurs récurrents et invités
- Michael Irby : Navy Cap. David Ortega M.D. (3 épisodes)
- Jason George : Colin Vickner (2 épisodes)
- Alexie Gilmore : Devon Atwood (2 épisodes)
- Angela Trimbur : Francine Krumitz (2 épisodes)
- Gabriela Fresquez : Frustrated Passenger (2 épisodes)
- Lisagaye Tomlinson : Jasmine Nelson, mère de Brody (2 épisodes)
- Ryan Babcock : TSA Bilson (2 épisodes)
- Ashley Jones : Arianna Peterson (épisode 7)
- Booboo Stewart : Owen Campbell (épisode 7)
- Rosanna Arquette : Trish McCarthy (épisode 8)
- Grace Phipps : Vanessa Gillerman (épisode 8)
- Sarah Butler : Chelsea (épisode 9)
- Tehmina Sunny : Tanya Schaffer (épisode 10)
- Tony Amendola : Ellis Christos (épisode 12)

## Épisodes

### Épisode 1:Bébés aux enchères
- États-Unis /  Canada : 4 mars 2015 sur CBS[2] / CTV[3]
- Belgique : 7 septembre 2015 sur RTL-TVI
- Québec : 12 septembre 2015 sur V[4]
- Suisse : 1er novembre 2015 sur RTS Un[5]
- France : 13 janvier 2016 sur TF1[6]

- États-Unis : 10,46 millions de téléspectateurs[7] (première diffusion)
- Canada : 2,644 millions de téléspectateurs[8] (première diffusion + différé 7 jours)
- France : 5,3 millions de téléspectateurs[9](première diffusion)

- Michael Irby (Navy Cap. David Ortega M.D.)
- Susan May Pratt (Fran Reynolds)
- Kenneth Mitchell (Steve Reynolds)
- Rae Gray (Hooded Figure/Vicky McDale)
- Nelson Lee (Detective Cho)
- Brady Smith (Bill Hookstraten)
- Jake Richardson (Ricky Scaggs)
- James Sayess (Saudi Bidder)
- Jim Boeven (German Bidder)
- Rustom Cyrus (System Administrator)
- Judah Lewis (Denny Metz)
- Pavllo Zengo (Kovach)
- Mo Darwiche (Vovan)
- Marco Martinez (NYPD Officer)

### Épisode 2:Montagnes russes
- États-Unis /  Canada : 11 mars 2015 sur CBS / CTV
- Belgique : 7 septembre 2015 sur RTL-TVI
- Québec : 19 septembre 2015 sur V
- Suisse : 1er novembre 2015 sur RTS Un
- France : 13 janvier 2016 sur TF1

- États-Unis : 9,71 millions de téléspectateurs[10] (première diffusion)
- Canada : 2,758 millions de téléspectateurs[11] (première diffusion + différé 7 jours)
- France : 4,6 millions de téléspectateurs[9](première diffusion)

- Jason George (Colin Vickner)
- Joe Reegan (Alex Davis)
- Mckenna Grace (Michelle Mundo)
- Christopher Douglas Reed (Ronnie Dalton)
- Alisa Allapach (Female Friend)
- Jarrod Crawford (Man)
- Kevin Austin (Ride Operator)
- Toni Romano-Cohen (Woman)
- Scott Cooper Ryan (Young Man)
- Noel Arthur (Officer)
- Anise Fuller (Mother)
- Daniele Lawson (Stephanie)
- Matthew R. Staley (Otto)
- Joanna Bennett (Sarah)

Ryan et son équipe enquêtent sur le déraillement d'un train de montagnes russe qui a causé de nombreux blessés ainsi que des morts. Le FBI cherche à tout prix à éviter que le tueur réédite un tel carnage...

### Épisode 3:Meurtres en taxi
- États-Unis /  Canada : 18 mars 2015 sur CBS / CTV
- Belgique : 14 septembre 2015 sur RTL-TVI
- Québec : 26 septembre 2015 sur V
- Suisse : 8 novembre 2015 sur RTS Un
- France : 13 janvier 2016 sur TF1

- États-Unis : 7,96 millions de téléspectateurs[12] (première diffusion)
- Canada : 2,591 millions de téléspectateurs[13] (première diffusion + différé 7 jours)
- France : 3,6 millions de téléspectateurs[9](première diffusion)

- Tripp Pickell (Richard Davis)
- Angela Trimbur (Francine)
- Anne Leighton (Regina)
- Jackson Davis (Cade Matthews)
- Trevor St. John (Derrick Wilson)
- Jani Wang (Receptionist)
- James C. Burns (Détective Brian Linney)
- Aaron Abrams (Patrick Murphy)
- Anthony M. Bertram (Dante Jermaine)

### Épisode 4:Allumer le feu
- États-Unis /  Canada : 25 mars 2015 sur CBS / CTV
- Belgique : 14 septembre 2015 sur RTL-TVI
- Québec : 3 octobre 2015 sur V
- Suisse : 8 novembre 2015 sur RTS Un
- France : 20 janvier 2016 sur TF1

- États-Unis : 8,16 millions de téléspectateurs[14] (première diffusion)
- Canada : 2,362 millions de téléspectateurs[15] (première diffusion + différé 7 jours)
- France : 3,55 millions de téléspectateurs[16](première diffusion)

- Will Peltz (Meta/Justice)
- Alexie Gilmore (Devon Atwood)
- Carlos E. Campos (Donald O'Hare)
- David Carzell (Future)
- Isiah Adams (Icarus)
- Adam Shapiro (Rusty)
- Alison Rood (Stacie Ellis)
- Tom Beyer (Dave)
- Nadine Nicole (Kate Nevins)

### Épisode 5:Bombe participative
- États-Unis /  Canada : 8 avril 2015 sur CBS / CTV
- Belgique : 21 septembre 2015 sur RTL-TVI
- Québec : 10 octobre 2015 sur V
- Suisse : 15 novembre 2015 sur RTS Un
- France : 20 janvier 2016 sur TF1

- États-Unis : 8,25 millions de téléspectateurs[17] (première diffusion)
- Canada : 2,327 millions de téléspectateurs[18] (première diffusion + différé 7 jours)
- France : 3,27 millions de téléspectateurs[19](première diffusion)

- Andrew Lawrence (Tobin)
- Rane Jameson (Josh)
- Shelley Robertson (Marie Carter)
- Nathan Sutton (Bomber)
- Justin Min (College Kid)
- Brandon Morales (Guard)
- Joel Steingold (Man)
- Henry LeBlanc (Warden)

### Épisode 6:Preuves virtuelles
- États-Unis /  Canada : 15 avril 2015 sur CBS / CTV
- Belgique : 21 septembre 2015 sur RTL-TVI
- Québec : 17 octobre 2015 sur V
- Suisse : 15 novembre 2015 sur RTS Un
- France : 20 janvier 2016 sur TF1

- États-Unis : 8,12 millions de téléspectateurs[20] (première diffusion)
- Canada : 2,149 millions de téléspectateurs[21] (première diffusion + différé 7 jours)
- France : 4,37 millions de téléspectateurs[22](première diffusion)

- Justin Bruening (Evan Wescott)
- Kelly Albanese (Adel Foster)
- John Allsopp (Hotel Manager)
- Kristopher Higgins (Shane Tillman)
- Heather McComb (Elaine)

### Épisode 7:Manipulation en ligne
- États-Unis /  Canada : 21 avril 2015 sur CBS / CTV
- Belgique : 28 septembre 2015 sur RTL-TVI
- Québec : 24 octobre 2015 sur V
- Suisse : 22 novembre 2015 sur RTS Un
- France : 27 janvier 2016 sur TF1

- États-Unis : 8,42 millions de téléspectateurs[23] (première diffusion)
- Canada : 2,085 millions de téléspectateurs[24] (première diffusion + différé 7 jours)
- France : 4,50 millions de téléspectateurs[25](première diffusion)

- Byron Mann (Jordan Tan)
- Brandon Ford Green (Détective Felix Garcia)
- Ashley Jones (Arianna Peterson)
- Irene Choi (Zoey Tan)
- Booboo Stewart (Owen Campbell)
- Nathan Gamble (Aaron Sifter)
- Roxanne Beckford (Isabella)
- Ana Mulvoy-Ten (Jennifer Mayfield)

Une jeune étudiante disparait, les experts découvrent qu'elle est la cible de violentes cyberattaques depuis plusieurs mois. La jeune fille a décidé de se venger de ces attaques, le FBI ouvre une enquête pour la retrouver et l’empêcher de passer à l’acte et cherche à trouver le principal persécuteur de la jeune fille.

### Épisode 8:La victime N°1
- États-Unis /  Canada : 22 avril 2015 sur CBS / CTV
- Québec : 31 octobre 2015 sur V
- Suisse : 22 novembre 2015 sur RTS Un
- Belgique : 9 décembre 2015 sur RTL-TVI
- France : 3 février 2016 sur TF1

- États-Unis : 8,27 millions de téléspectateurs[26] (première diffusion)
- Canada : 2,077 millions de téléspectateurs[24] (première diffusion + différé 7 jours)
- France : 4,26 millions de téléspectateurs[27](première diffusion)

- Michael Irby (Dr Ortega)
- Rachel G. Fox (Elizabeth Marks)
- Jason Williams (Male Hiker)
- Coley Mustafa Speaks (NY CSI Tech #1)
- Jonna Walsh (Missy Bowers)
- Lisa Darr (Judith Bowers)
- Pascal Rafeal Petardi (Dr Eddie Palermo)
- Rosanna Arquette (Trish McCarthy)
- Grace Phipps (Vanessa Gillerman)
- Aja Evans (Juliet Gillerman)
- Brett Rickaby (Jasper Cross)
- Patrick Cavanaugh (Craig Tipton)

Une jeune femme est retrouvée morte 2 ans après avoir été kidnappée, bien que ses profils sur les réseaux soient toujours actifs. Les enquêteurs découvrent que 6 autres jeunes femmes présentant les mêmes caractéristiques physiques sont également portées disparues...
Définition : Location services - Software on your smart device that constantly tracks your precise location.

### Épisode 9:Données volées
- États-Unis /  Canada : 29 avril 2015 sur CBS / CTV
- Belgique : 28 septembre 2015 sur RTL-TVI
- Québec : 7 novembre 2015 sur V
- Suisse : 29 novembre 2015 sur RTS Un
- France : 27 janvier 2016 sur TF1

- États-Unis : 7,23 millions de téléspectateurs[28] (première diffusion)
- Canada : 1,939 million de téléspectateurs[29] (première diffusion + différé 7 jours)
- France : 3,69 millions de téléspectateurs[30](première diffusion)

- Jason George (Colin Vickner)
- Rachael Kathryn Bell (Willa Hart)
- Colby French (Robert Hart)
- Kristin Carey (Senator Carla Finnis)
- Richard Chiu (Juice Jacker #1)
- Chris Riggi (Juice Jacker #2)
- Daniel D'Amicol (Mark)
- Sarah Butler (Chelsea)
- Zoey Sidwell (Cindy)
- Justin Marco (Sales Clerk)
- Matisha Baldwin (TSA Agent)
- Larry Guli (Upset Man in Hawaiian Shirt)
- Jay Huguley (Gordon)
- Nicola Lambo (Woman)
- Gabriela Fresquez (Frustrated Passenger)
- Cali Fredrichs (Sick Woman)
- Bevin Kaye (Rachel Carrington)

### Épisode 10:Coup de pub
- États-Unis /  Canada : 6 mai 2015 sur CBS / CTV
- Québec : 14 novembre 2015 sur V
- Suisse : 29 novembre 2015 sur RTS Un
- Belgique : 9 décembre 2015 sur RTL-TVI
- France : 27 janvier 2016 sur TF1

- États-Unis : 7,33 millions de téléspectateurs[31] (première diffusion)
- Canada : 2,039 millions de téléspectateurs[32] (première diffusion + différé 7 jours)
- France : 3,20 millions de téléspectateurs[33](première diffusion)

- Michael Irby (Dr Ortega)
- Tehmina Sunny (Tanya Schaffer)
- Alex Marino (Carl Bruno)
- Dahlia Salem (Jane Bruno)
- Kamal Jones (Man)
- Kevin Oestenstad (Paul Cummings)
- Brian McNamara (Marcus Billings)
- Rod Keller (Shawn Morris)
- Yutaka Takeuchi (Randall Fung)
- Haley Sims (Bank Teller)

### Épisode 11:Pris au jeu
- États-Unis /  Canada : 12 mai 2015 sur CBS / 11 mai 2015 sur CTV
- Québec : 21 novembre 2015 sur V
- Suisse : 6 décembre 2015 sur RTS Un
- Belgique : 16 décembre 2015 sur RTL-TVI
- France : 3 février 2016 sur TF1

- États-Unis : 8,66 millions de téléspectateurs[34] (première diffusion)
- Canada : 1,58 million de téléspectateurs[35] (première diffusion + différé 7 jours)
- France : 3,55 millions de téléspectateurs[36](première diffusion)

- Alexie Gilmore (Devon Atwood)
- Antonio Jaramillo (Viper75)
- Max Barakat (Spencer Elliott)
- Rene Ashton (Brenda Elliott)
- Mark Totty (Kyle Elliott)
- Dejon LaQuake (Micah Gordon)
- Karl T. Wright (Phil Gordon)
- Stephanie Drake (Jessica Pope)
- Samual Tan (Corey Smith)

### Épisode 12:Monnaie fictive
- États-Unis /  Canada : 13 mai 2015 sur CBS[37] / CTV
- Québec : 28 novembre 2015 sur V
- Suisse : 6 décembre 2015 sur RTS Un
- Belgique : 16 décembre 2015 sur RTL-TVI
- France : 3 février 2016 sur TF1

- États-Unis : 6,68 millions de téléspectateurs[38] (première diffusion)
- Canada : 1,58 million de téléspectateurs[35] (première diffusion + différé 7 jours)
- France : 3 millions de téléspectateurs[39](première diffusion)

- Eric Normington (Russ Williams)
- Frank Krueger (James Schaeffer)
- Christel Smith (Karen Schaeffer)
- William McMullen (Jeffrey Schaeffer)
- Neil Brown Jr. (Local Detective)
- Robin Karfo (Tabitha Chistos)
- Tony Amendola (Ellis Christos)
- Brandon Barash (Stephen Christos)
- RC Ormond (Edward Gaines)
- Delila Vallot (Julie Irons)
- Lucas Kerr (Henry Spitz)
- Blake Shields (Jeremy Spitz)
- Alfred Woodley (Xavier Nelson)
- Lisagaye Tomlinson (Jasmine Nelson)

### Épisode 13:Quand le passé refait surface
- États-Unis /  Canada : 13 mai 2015 sur CBS[37] / CTV
- Québec : 5 décembre 2015 sur V
- Suisse : 6 décembre 2015 sur RTS Un
- Belgique : 16 décembre 2015 sur RTL-TVI
- France : 10 février 2016 sur TF1

- États-Unis : 6,68 millions de téléspectateurs[38] (première diffusion)
- Canada : 1,638 million de téléspectateurs[35] (première diffusion + différé 7 jours)
- France : 4,06 millions de téléspectateurs[40](première diffusion)

- Austin Highsmith (Agent Rene Bennett)
- Brent Sexton (Andrew Michaels)
- David Dastmalchian (Logan Shelby)
- Angela Trimbur (Francine Krumitz)
- Deron Paul (Taylor Pettis)

Définition : Remote access trojan (RAT) - Malicious code that allows a hacker to infect and control any phone, tablet, or computer.